# Камінське-Оцьоскі
Камінське-Оцьоскі (пол. Kamińskie Ocioski) — село в Польщі, у гміні Посвентне Білостоцького повіту Підляського воєводства.
Населення — 63 особи (2011).
У 1975-1998 роках село належало до Білостоцького воєводства.

## Демографія
Демографічна структура станом на 31 березня 2011 року:
|          | Загалом | Допрацездатний вік | Працездатний вік | Постпрацездатний вік |
| -------- | ------- | ------------------ | ---------------- | -------------------- |
| Чоловіки | 30      | 4                  | 21               | 5                    |
| Жінки    | 33      | 3                  | 16               | 14                   |
| Разом    | 63      | 7                  | 37               | 19                   |